# Autoavaluació
L'autoavaluació és un mètode que consisteix a valorar la pròpia capacitat que es disposa per a una tasca o activitat determinada, així com la qualitat del treball que es duu a terme, especialment en l'àmbit pedagògic.
Normalment l'autoavaluació l'utilitza un individu, una organització, una institució o entitat, ja que es tracta d'una eina molt pràctica a l'hora de conèixer els avenços i les desviacions respecte als objectius, programes, plans. En el cas d'una empresa, l'autoavaluació consistirà en la revisió detallada i periòdica per part del responsable d'imprimir millores en el funcionament de l'empresa. Mentre el subjecte que s'autoavalua a si mateix estarà prenent a les seves mans el procés de valoració de les seves pròpies conductes, idees i coneixements. Tot i que aquesta eina de vegades és discutida quant a l'objectivitat que pot resultar del fet d'haver-se d'autoavaluar, no es pot negar la importància que en resultarà en cas que l'individu la realitzi amb absoluta honestedat.
En l'àmbit educatiu és on major força pren aquesta pràctica atès que ajuda els alumnes a conèixer tant les seves febleses com a fortaleses i, per tant, ser protagonistes dels seus propis assoliments cognitius. El docent complirà un rol fonamental, ja que és qui introdueix l'alumne en el maneig de les tècniques perquè ell mateix pugui arribar a bon port.
Així mateix, és important que els propis docents se sotmetin a l'autoavaluació per conèixer si el procés educatiu encarat és el convenient i si necessita alguna modificació que aconsegueixi la màxima satisfacció.
 L'autoregulació del propi aprenentatge suposa l'apropiació dels objectius d'aprenentatge, de les estratègies i les accions necessàries per a donar resposta a les tasques proposades i dels criteris d'avaluació implícits en aquestes tasques (Sanmartí 2007: 53-60). L'autoavaluació desenvolupa l'autonomia de l'estudiant i el fa responsable del seu propi aprenentatge, el fa conscient del valor de les seves aportacions al grup (Ibarra Sáiz i Rodríguez Gómez 2007) i marca una èmfasi en el procés d'aprenentatge més que en els resultats. Tanmateix, també augmenta la feina del professor, la creació i la correcció d'activitats d'autoavaluació i es corre el perill que l'alumne “infli” la qualitat de la seva participació en el procés, com a conseqüència d'una manca de formació com a avaluador (Wheater, Langan i Dunleavy 2005). Per a Herrera (2001) “l'autoavaluació és una forma d'avaluació compartida entre el professor i l'alumne, en la qual l'esforç concertat entre les parts garanteix la més clara objectivitat.”